# Championnat international de Formule 3000 1995
Navigation
Édition précédente Édition suivante
Le championnat international de F3000 1995 a été remporté par l'Italien Vincenzo Sospiri sur une Reynard-Cosworth de l'écurie Super Nova Racing. La saison est marquée par la mort du pilote brésilien Marco Campos à Magny-Cours après un contact avec Thomas Biagi.

## Pilotes et monoplaces
| Écurie                 | Voiture | Moteur        | #  | Pilotes                 | Courses  |
| ---------------------- | ------- | ------------- | -- | ----------------------- | -------- |
| DAMS                   | Reynard | Ford Cosworth | 1  | Guillaume Gomez         | Tous     |
| DAMS                   | Reynard | Ford Cosworth | 2  | Tarso Marques           | Tous     |
| Paul Stewart Racing    | Reynard | Ford Cosworth | 3  | Didier Cottaz           | Tous     |
| Paul Stewart Racing    | Reynard | Ford Cosworth | 4  | Allan McNish            | Tous     |
| Apomatox               | Reynard | Ford Cosworth | 5  | Emmanuel Clérico        | Tous     |
| Apomatox               | Reynard | Ford Cosworth | 6  | Jean-Philippe Belloc    | Tous     |
| Super Nova Racing      | Reynard | Ford Cosworth | 7  | Ricardo Rosset          | Tous     |
| Super Nova Racing      | Reynard | Ford Cosworth | 8  | Vincenzo Sospiri        | Tous     |
| Mythos Racing          | Reynard | Zytek Judd    | 9  | Fabrizio de Simone (en) | Tous     |
| Mythos Racing          | Reynard | Zytek Judd    | 10 | Christophe Tinseau      | Tous     |
| Nordic Racing          | Lola    | Ford Cosworth | 11 | Stephen Watson          | Tous     |
| Nordic Racing          | Lola    | Ford Cosworth | 12 | Marc Goossens           | Tous     |
| Madgwick International | Reynard | Zytek Judd    | 14 | Marcos Gueiros          | Tous     |
| Madgwick International | Reynard | Zytek Judd    | 15 | Kenny Bräck             | Tous     |
| Vortex Motorsport      | Reynard | Ford Cosworth | 16 | Jan Lammers             | 1-3      |
| Vortex Motorsport      | Reynard | Ford Cosworth | 16 | Wim Eyckmans (en)       | 5        |
| Vortex Motorsport      | Reynard | Ford Cosworth | 16 | James Taylor            | 6-8      |
| Vortex Motorsport      | Reynard | Ford Cosworth | 17 | Hans Fertl              | 3, 5     |
| Vortex Motorsport      | Reynard | Ford Cosworth | 17 | Stéphane De Groodt      | 6, 8     |
| Danielson              | Reynard | Ford Cosworth | 18 | Jérôme Policand         | 1-3, 5-8 |
| Danielson              | Lola    | Ford Cosworth | 18 | Jérôme Policand         | 4        |
| Danielson              | Lola    | Ford Cosworth | 19 | Christophe Bouchut      | 3-8      |
| Danielson              | Reynard | Ford Cosworth | 19 | Christophe Bouchut      | 1-2      |
| Durango Equipe         | Reynard | Ford Cosworth | 20 | Gary Formato            | Tous     |
| Durango Equipe         | Reynard | Ford Cosworth | 21 | Christian Pescatori     | Tous     |
| Omegaland              | Reynard | Zytek Judd    | 22 | Gareth Rees             | 1-4      |
| Omegaland              | Reynard | Zytek Judd    | 22 | Peter Olsson            | 7-8      |
| Omegaland              | Reynard | Zytek Judd    | 23 | Dino Morelli            | 1-2      |
| Omegaland              | Reynard | Zytek Judd    | 23 | Severino Nardozzi       | 4-8      |
| Gosselin Competition   | Reynard | Ford Cosworth | 24 | Alain Filhol            | 1-3      |
| Gosselin Competition   | Reynard | Ford Cosworth | 24 | Peter Olsson            | 4-5      |
| Gosselin Competition   | Reynard | Ford Cosworth | 24 | Marc Rostan             | 7-8      |
| Gosselin Competition   | Reynard | Ford Cosworth | 25 | Claude-Yves Gosselin    | 1-5, 8   |
| Auto Sport Racing      | Reynard | Ford Cosworth | 26 | Naoki Hattori           | 6-7      |
| Auto Sport Racing      | Reynard | Ford Cosworth | 26 | Thomas Biagi            | 8        |
| Draco Engineering      | Lola    | Ford Cosworth | 27 | Marco Campos            | Tous     |
| Team Astromega (en)    | Reynard | Zytek Judd    | 28 | Mikke Van Hool          | Tous     |
| Racing Wim Eyckmans    | Reynard | Ford Cosworth | 29 | Wim Eyckmans (en)       | 1-3      |

## Règlement sportif
- L'attribution des points s'effectue selon le barème 9,6,4,3,2,1

## Courses de la saison 1995
| Date         | Lieu              | Vainqueur        | Nationalité | Voiture          | Écurie     |
| 7 mai        | Silverstone       | Ricardo Rosset   | Brésil      | Reynard-Cosworth | Super Nova |
| 13 mai       | Barcelone         | Vincenzo Sospiri | Italie      | Reynard-Cosworth | Super Nova |
| 5 juin       | Pau               | Vincenzo Sospiri | Italie      | Reynard-Cosworth | Super Nova |
| 23 juillet   | Enna-Pergusa      | Ricardo Rosset   | Brésil      | Reynard-Cosworth | Super Nova |
| 29 juillet   | Hockenheimring    | Marc Goossens    | Belgique    | Lola-Cosworth    | Nordic     |
| 27 août      | Spa-Francorchamps | Vincenzo Sospiri | Italie      | Reynard-Cosworth | Super Nova |
| 24 septembre | Estoril           | Tarso Marques    | Brésil      | Reynard-Cosworth | DAMS       |
| 15 octobre   | Magny-Cours       | Kenny Bräck      | Suède       | Reynard-Judd     | Madgwick   |

NB : une course hors championnat a eu lieu le 29 janvier à Kyalami, remportée par Jan Lammers sur une Reynard 94D-Cosworth de Vortex Motorsport.

## Classement des pilotes
| Classement | Pilote                  | Pays        | Voiture                        | Écurie       | Nombre de points |
| ---------- | ----------------------- | ----------- | ------------------------------ | ------------ | ---------------- |
| 1er        | Vincenzo Sospiri        | Italie      | Reynard-Cosworth               | Super Nova   | 42               |
| 2e         | Ricardo Rosset          | Brésil      | Reynard-Cosworth               | Super Nova   | 29               |
| 3e         | Kenny Bräck             | Suède       | Reynard-Judd                   | Madgwick     | 24               |
| 3e         | Marc Goossens           | Belgique    | Lola-Cosworth                  | Nordic       | 24               |
| 5e         | Tarso Marques           | Brésil      | Reynard-Cosworth               | DAMS         | 15               |
| 6e         | Emmanuel Clérico        | France      | Reynard-Cosworth               | Apomatox     | 15               |
| 7e         | Allan McNish            | Royaume-Uni | Reynard-Cosworth               | Paul Stewart | 11               |
| 8e         | Guillaume Gomez         | France      | Reynard-Cosworth               | DAMS         | 8                |
| 9e         | Christian Pescatori     | Italie      | Reynard-Cosworth               | Durango      | 7                |
| 10e        | Christophe Bouchut      | France      | Lola-Cosworth                  | Danielson    | 6                |
| 11e        | Jean-Philippe Belloc    | France      | Reynard-Cosworth               | Apomatox     | 6                |
| 12e        | Jérôme Policand         | France      | Reynard-Cosworth Lola-Cosworth | Danielson    | 4                |
| 13e        | Marco Campos            | Brésil      | Lola-Cosworth                  | Draco        | 3                |
| 14e        | Fabrizio de Simone (en) | Italie      | Reynard-Judd                   | Mythos       | 2                |
| 14e        | Marcos Gueiros          | Brésil      | Reynard-Judd                   | Madgwick     | 2                |
| 16e        | Christophe Tinseau      | France      | Reynard-Judd                   | Mythos       | 1                |
| 16e        | Didier Cottaz           | France      | Reynard-Cosworth               | Paul Stewart | 1                |